# 에밀리 블리치펠트
에밀리 키르스틴 블리치펠트(노르웨이어: Emilie Kirstine Blichfeldt, 1991년 5월 20일~)는 노르웨이 출신 영화 감독이다.

## 생애
장편 데뷔작인 《어글리 시스터》는 2025년 2월 노르웨이에서 극장 개봉되었고, 2025년 3월에는 미국에서 열린 사우스 바이 사우스웨스트 (SXSW) 영화제에서 상영되었다. SXSW에서 국제적으로 공개된 후, 이 영화는 다양한 국가의 배급사에 판매되었다. 2025년 아만다상 6개 부문에 후보로 올랐으며, 블리히펠트 본인도 최우수 각본상 부문에 후보로 올랐다.